# Labinot Harbuzi
Labinot Harbuzi (Lund, 1986. április 4. – Malmö, 2018. október 11.) koszovói albán származású svéd labdarúgó, középpályás.

## Pályafutása

### Klubcsapatban
1996-ban tíz évesen a Malmö BI csapatában kezdte a labdarúgást. Játszott a Falkenbergs FF, a Malmö FF, majd a holland Feyenoord korosztályos csapataiban. 2003-ban került a Feyenoord első csapatához, de tétmérkőzésen nem szerepelt. A 2004–05-ös idényben kölcsönben szerepelt az Excelsior csapatában. 2006-ban hazatért és a Malmö FF játékosa volt 2009-ig. 2009 és 2012 között Törökországban játszott, két idényt a Gençlerbirliği, majd 2012-ben a Manisaspor csapatában. 2012-ben a svéd Syrianska FC, 2013-ban a török Prespa Birlik labdarúgója volt. 2016-ban a malajziai Melaka United együttesében játszott egy idényen át.

### A válogatottban
2001 és 2009 között többször szerepelt a svéd utánpótlás válogatottban. 2001 és 2003 között 20 alkalommal lépett pályára az U17-es válogatottban. 2004-ben ötször szerepelt az U19-es, 2006–09-ben hatszor az U21-es válogatottban. Utóbbiban egy gólt szerzett.

## Sikerei, díjai
Melaka United
- Malajziai bajnokság
  - bajnok: 2016